# Мистри, Паллонджи
Паллонджи Мистри (хинди पालोनजी मिस्त्री; 1 июня 1929, Бомбей, Британская Индия — 28 июня 2022, Мумбаи) — ирландский бизнесмен-миллиардер индийского происхождения. Являлся председателем Shapoorji Pallonji Group и основным акционером крупнейшего частного конгломерата Индии Tata Group.

## Ранний период жизни
Родился 1 июня 1929 года в семье Шапурджи Мистри в Бомбее (в настоящее время Мумбаи). Являлся членом общины парсов Бомбея.
Его семья владела крупной строительной компанией Shapoorji Pallonji. Шапурджи Мистри построил некоторые достопримечательности Мумбаи вокруг округа Форт: здания Гонконгского и Шанхайского банка, Grindlays Bank, Standard Chartered, «Стейт банк оф Индия» и «Резервного банка Индии».

## Карьера

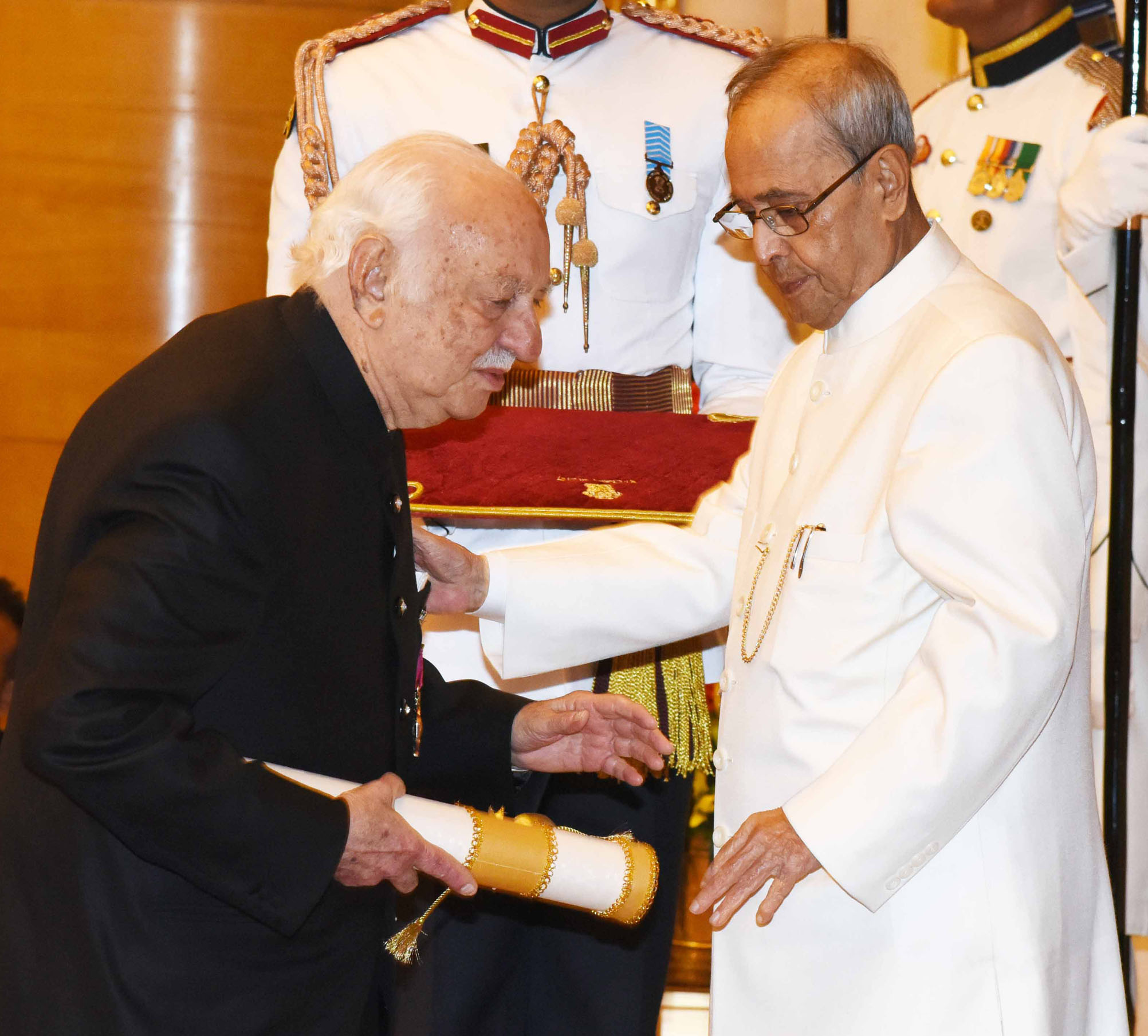
Президент Индии Пранаб Кумар Мукерджи (справа) вручает «Падма бхушан» Паллонджи Мистри в 2016 году

В 1930-х годах его отец купил акции компании Tata Sons, а в 2011 году количество акций составило 18,4 %, что сделало Паллонджи Мистри крупнейшим индивидуальным акционером Tata Sons, который в основном контролируется благотворительной организацией Tata Allied Trusts, и крупнейшим индивидуальным акционером крупнейшего частного конгломерата Индии Tata Group, основным акционером которого является благотворительная организация Tata Trusts. Паллонджи Мистри был председателем Shapoorji Pallonji Group. Также стал основателем Ирландской академии крикета имени Шапурджи Мистри в Дублине.
С ноября 2011 года по октябрь 2016 года его сын Сайрус Мистри был председателем Tata Sons. В Tata Group его прозвали «Призраком Бомбейского дома» за то, как тихо, но уверенно он руководил штаб-квартирой компании в Мумбаи.
По данным индекса миллиардеров Bloomberg, в середине 2021 года состояние Паллонджи Мистри оценивалось примерно в 30 миллиардов долларов США, а на момент смерти в 2022 году — 29 миллиардов долларов США. Являлся самым богатым ирландским миллиардером и 143-м самым богатым человеком в мире.

## Личная жизнь и смерть
В 2003 году отказался от индийского гражданства и стал гражданином Ирландии на основании брака с гражданкой ирландского происхождения Пэт Перин Дубаш, которая родилась в сентябре 1939 года в Дублине. Проживал в Мумбаи. Интерес семьи к Ирландии частично объяснялся любовью к лошадям. Владел конным заводом площадью 200 акров (0,81 км²) и домом площадью 10 000 квадратных футов (930 м2) в Пуне, Индия.
Имел двоих сыновей и двоих дочери. Его старший сын Шапур Мистри (род. 1964) руководил Shapoorji Pallonji, а младший сын Сайрус Мистри (1968—2022) в течение нескольких лет занимал должность председателя Tata Group. Старшая дочь Лейла. Младшая дочь Алу замужем за Ноэлем Татой, сводным братом Ратана Таты.
В 2008 году краткая биография Паллонджи Мистри была изложена в книге Маноджа Намбуру под названием «Моголы недвижимости».
В январе 2016 года был награждён премией «Падма бхушан» правительством Индии за вклад в сферу торговли и промышленности.
Скончался в Мумбаи 28 июня 2022 года в возрасте 93 лет.